# Chile Open 2022 - Qualificazioni singolare
Le qualificazioni del singolare del Chile Open 2022 sono state un torneo di tennis preliminare per accedere alla fase finale. I vincitori dell'ultimo turno sono entrati di diritto nel tabellone principale. In caso di ritiro di uno o più giocatori aventi diritto a questi sono subentrati gli alternate, coloro che vengono ammessi al tabellone principale a causa dell'assenza di un lucky loser che possa sostituire il giocatore ritirato.

## Teste di serie
1. Nikola Milojević (ultimo turno)
2. Juan Ignacio Londero (qualificato)
3. Zdeněk Kolář (primo turno)
4. Camilo Ugo Carabelli (primo turno)

1. Renzo Olivo (qualificato)
2. Alessandro Giannessi (primo turno)
3. Facundo Mena (primo turno)
4. Nicolás Kicker (ultimo turno, Lucky loser)

## Qualificati
1. Matheus Pucinelli de Almeida
2. Juan Ignacio Londero

1. Renzo Olivo
2. Gonzalo Lama

## Lucky loser
1. Nicolás Kicker

## Tabellone

### Legenda
| - Q = Qualificato - WC = Wild card - LL = Lucky loser | - ALT = Alternate - SE = Special Exempt - PR = Protected Ranking | - w/o = Walkover - r = Ritirato - d = Squalificato |

### Sezione 1
|  | Primo turno | Primo turno                   | Primo turno                   | Primo turno | Primo turno |  |  | Ultimo turno | Ultimo turno                 | Ultimo turno | Ultimo turno | Ultimo turno |  |
|  |             |                               |                               |             |             |  |  |              |                              |              |              |              |  |
|  | 1           | Nikola Milojević              | Nikola Milojević              | 7           | 6           |  |  |              |                              |              |              |              |  |
|  |             | Santiago Fa Rodríguez Taverna | Santiago Fa Rodríguez Taverna | 65          | 3           |  |  | 1            | Nikola Milojević             | 3            | 7            | 4            |  |
|  |             | Matheus Pucinelli de Almeida  | Matheus Pucinelli de Almeida  | 6           | 6           |  |  |              | Matheus Pucinelli de Almeida | 6            | 63           | 6            |  |
|  | 7           | Facundo Mena                  | Facundo Mena                  | 3           | 4           |  |  |              |                              |              |              |              |  |

### Sezione 2
|  | Primo turno | Primo turno           | Primo turno           | Primo turno | Primo turno |  |  | Ultimo turno | Ultimo turno          | Ultimo turno          | Ultimo turno | Ultimo turno |  |
|  |             |                       |                       |             |             |  |  |              |                       |                       |              |              |  |
|  | 2           | Juan Ignacio Londero  | Juan Ignacio Londero  | 6           | 6           |  |  |              |                       |                       |              |              |  |
|  |             | Andrea Collarini      | Andrea Collarini      | 2           | 3           |  |  | 2            | Juan Ignacio Londero  | Juan Ignacio Londero  | 6            | 6            |  |
|  |             | Felipe Meligeni Alves | Felipe Meligeni Alves | 6           | 6           |  |  |              | Felipe Meligeni Alves | Felipe Meligeni Alves | 4            | 4            |  |
|  | 6           | Alessandro Giannessi  | Alessandro Giannessi  | 2           | 4           |  |  |              |                       |                       |              |              |  |

### Sezione 3
|  | Primo turno | Primo turno          | Primo turno          | Primo turno | Primo turno |  |  | Ultimo turno | Ultimo turno    | Ultimo turno    | Ultimo turno | Ultimo turno |  |
|  |             |                      |                      |             |             |  |  |              |                 |                 |              |              |  |
|  | 3           | Zdeněk Kolář         | Zdeněk Kolář         | 3           | 2           |  |  |              |                 |                 |              |              |  |
|  | Alt         | Hernán Casanova      | Hernán Casanova      | 6           | 6           |  |  | Alt          | Hernán Casanova | Hernán Casanova | 2            | 2            |  |
|  | WC          | Daniel Antonio Núñez | Daniel Antonio Núñez | 2           | 4           |  |  | 5            | Renzo Olivo     | Renzo Olivo     | 6            | 6            |  |
|  | 5           | Renzo Olivo          | Renzo Olivo          | 6           | 6           |  |  |              |                 |                 |              |              |  |

### Sezione 4
|  | Primo turno | Primo turno          | Primo turno     | Primo turno | Primo turno |  |  | Ultimo turno | Ultimo turno   | Ultimo turno | Ultimo turno | Ultimo turno |  |
|  |             |                      |                 |             |             |  |  |              |                |              |              |              |  |
|  | 4           | Camilo Ugo Carabelli | 7               | 6           | 1           |  |  |              |                |              |              |              |  |
|  |             | Gonzalo Lama         | 63              | 7           | 6           |  |  |              | Gonzalo Lama   | 6            | 4            | 6            |  |
|  | WC          | Benjamín Torres      | Benjamín Torres | 0           | 2           |  |  | 8            | Nicolás Kicker | 2            | 6            | 4            |  |
|  | 8           | Nicolás Kicker       | Nicolás Kicker  | 6           | 6           |  |  |              |                |              |              |              |  |